# Paul Wevers
Paul Wevers (Colonia, 21 de junio de 1907 – Braunschweig, 4 de marzo de 1941) fue un deportista alemán que compitió en piragüismo en la modalidad de aguas tranquilas.
Participó en los Juegos Olímpicos de Berlín 1936, obteniendo una medalla de oro en la prueba de K2 10 000 m. Ganó una medalla de oro en el Campeonato Europeo de Piragüismo de 1933.

## Palmarés internacional
| Juegos Olímpicos   | Juegos Olímpicos       | Juegos Olímpicos | Juegos Olímpicos     |
| Año                | Lugar                  | Medalla          | Evento               |
| ------------------ | ---------------------- | ---------------- | -------------------- |
| 1936               | Berlín ( Alemania)     | Medalla de oro   | K2 10 000 m          |
| Campeonato Europeo |                        |                  |                      |
| Año                | Lugar                  | Medalla          | Evento               |
| 1933               | Praga (Checoslovaquia) | Medalla de oro   | K2 plegable 10 000 m |